# Elisabeth Koschorreck

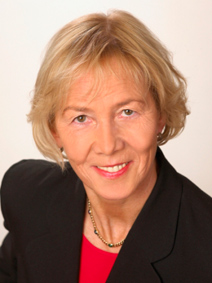
Elisabeth Koschorreck

Elisabeth Liesel Koschorreck (* 17. März 1952 in Düren; gebürtig Elisabeth Remenga) Politikerin (SPD). Sie war bis zum 31. Mai 2017 Abgeordnete des Landtags Nordrhein-Westfalen.

## Biografie
Sie wuchs in Rommelsheim und Binsfeld auf. Die mittlere Reife erreichte Liesel Koschorreck auf der St. Angela-Realschule in Düren. Danach besuchte sie die Handelsschule mit Abschluss als IHK-geprüfte Sekretärin. Die Ausbildung zur Rechtsanwaltsgehilfin und anschließende Tätigkeit in diesem Beruf schlossen sich an.
Sie ist verheiratet mit dem Dürener SPD-Politiker Peter Koschorreck und hat eine Tochter. Sie wohnt heute in Birkesdorf. Dort gehört sie auch dem Bezirksausschuss an. 
Neben ihrer politischen Tätigkeit setzt sie sich in dem von ihr mitgegründeten Arbeitskreis „Jugend in der Bütt“ für den karnevalistischen Nachwuchs ein.

## Politik
Im Jahr 1982 trat sie der SPD bei. In den Jahren 2005 bis 2010 war sie Abgeordnete im Landtag von Nordrhein-Westfalen. Sie rückte für Ilse Brusis nach. Ein Themenschwerpunkt ihrer Arbeit war das Miteinander von Jung und Alt. So unterstützte sie das „Aktionsprogramm Mehrgenerationenhäuser“ der Bundesregierung. Am 23. Oktober 2015 rückte sie über die Landesliste für Thomas Eiskirch erneut in den Landtag nach.
Seit 1987 ist Koschorreck stellvertretende Landrätin im Kreis Düren. Als Kreistagsmitglied (seit 1986) ist Koschorreck seit 1997 Vorsitzende des Sozial- und Gesundheitsausschuss des Kreises Düren und seit März 2011 Stadtparteivorsitzende. Anfang Mai 2013 wurde Koschorreck für die Kommunalwahl 2015 von ihrer Partei als Bürgermeisterkandidatin von Düren aufgestellt. Bei der Wahl am 13. September 2015 verlor sie mit 29,98 % der Stimmen. Paul Larue erhielt 64,00 % und Bernd Essler (AfD) 6,02 % der Stimmen.
Am 30. September 2012 wurde sie für zwei Jahre in den Landesvorstand der SPD NRW gewählt. Seit dem 11. Juni 2014 ist sie stellvertretende ehrenamtliche Bürgermeisterin in Düren.